# Casa de Luna
La casa de Luna es una casa nobiliaria española, originaria del reino de  Pamplona y establecida en el Reino de Aragón.

## Orígenes del linaje
Este linaje desciende, supuestamente,[cita requerida] del infante Fernando de Pamplona (f. 1068), señor de Bucesta, Jubera, Lagunilla y Oprela, el quinto hijo del rey García Sánchez III de Pamplona y su esposa Estefanía, aunque ni el matrimonio ni la descendencia de este infante constan registrados en fuentes medievales.
Fernando se habría casado con Nuña Íñiguez, quien sería hija, aunque tampoco está registrada esta filiación en la documentación medieval,  del primer señor de Vizcaya, Íñigo López, para concebir a Lope Ferrench quien se enlazaría con Jimena Martínez, hija de Martín Gómez el Grande quien defendió en duelo al rey de Aragón en la disputa por Calahorra, sucumbiendo ante el mismísimo Cid Campeador, por Castilla.[cita requerida]
Lope Ferrench y Jimena, según algunos autores, tuvieron por hijo a Bacahalla o Bacalla de Luna.Bacalla, cuyo nombre realmente fue Banzo Azcón,  fue el primer freire que tuvo a su mando la encomienda de Luna de la Orden del Temple. Fue un ricohombre de Aragón que se distinguió en la toma de la  villa de Luna —actual provincia de Zaragoza— en 1092, en tiempos del rey Sancho I de Aragón y V de Pamplona y le fue encomendada la tenencia de la plaza poco después de la repoblación, cuando el rey aragonés le donó en 1093 el terreno donde se construyó la fortaleza en Luna, que se transformaría en señorío hereditario, aunque esto no ocurrió hasta 1343 ya que hasta ese año la villa fue realengo.
Los tres hijos de Bacalla con su mujer Sancha Sánchez, supuestamente una hija ilegítima del rey Sancho Ramírez de Aragón, fueron Lope Ferrench de Luna (f. Huesca, 1136), II señor de Luna, cabeza del linaje de los Ferrench de Luna y posteriores condes de Luna, Gome de Luna (f. ib., 1134) quien con su hermano mayor y su padre se hallaron en la batalla de Alcoraz en 1096, e Íñigo de Luna.
Lope Ferrench originó varias ramas y cada una de ellas adoptaría armas heráldicas peculiares.

## Familia guerrera

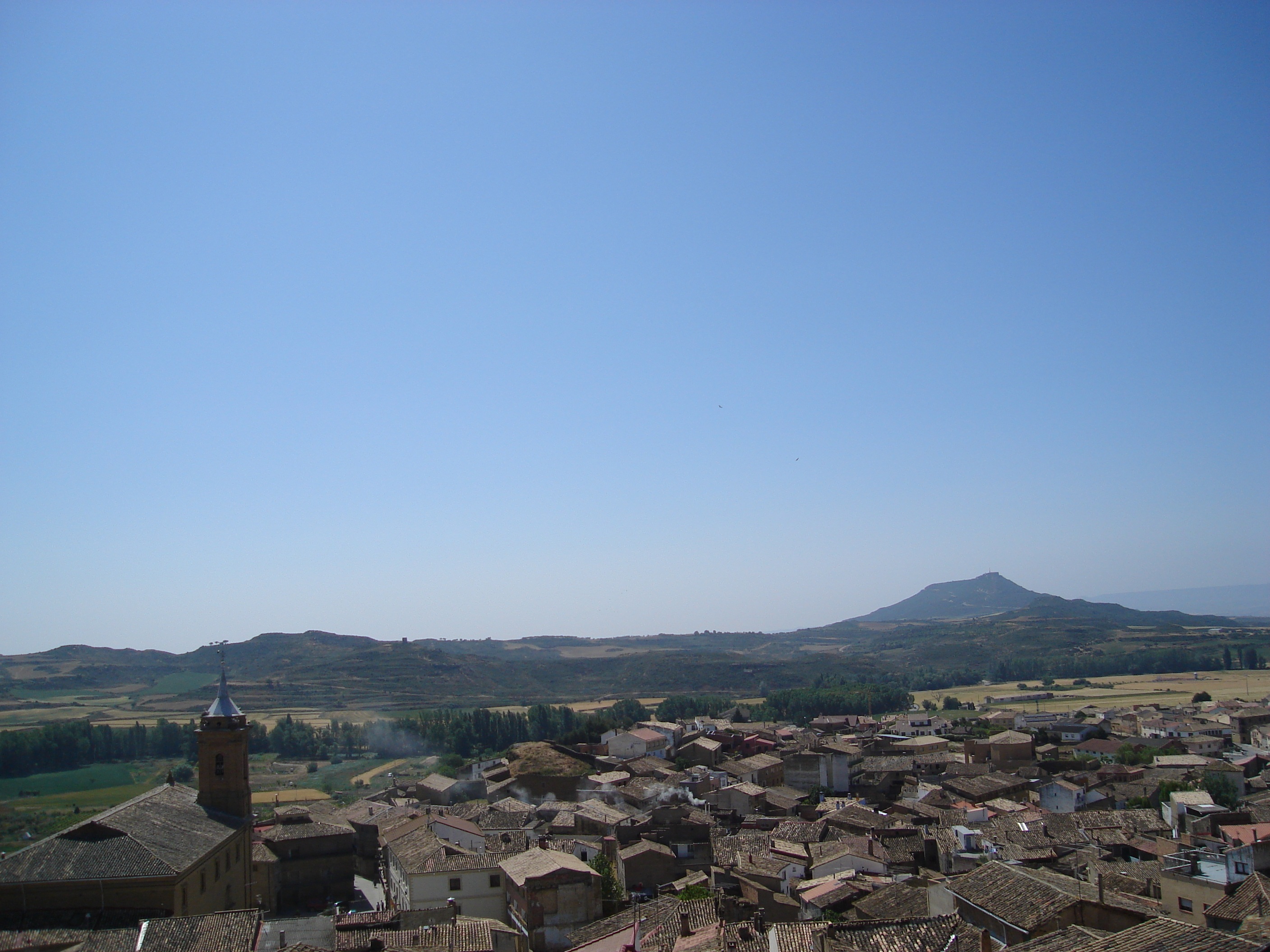
Vista del municipio aragonés de Luna, situado en la provincia de Zaragoza.

Los Luna, una de las ocho casas más importantes de Aragón, se distinguieron no solo por sus individuos, sino por morir en batallas al servicio del rey. Asistieron a la batalla de Alcoraz con Pedro I y a la toma de Calahorra al lado de Ramiro I, combatieron en la batalla de las Navas de Tolosa en 1212, murieron en el sitio de Fraga al servicio de Alfonso El Batallador y en los campos de Muret defendiendo inútilmente la vida de Pedro II, fueron testigos y protagonistas de las revueltas contra Ramiro II y contra Jaime I, en 1348 lucharon contra los unionistas en la batalla de Épila a favor de Pedro IV, venciendo a los moros Nazaríes de Granada en la batalla de La Higueruela, 1431 y derrotando a los Infantes de Aragón en la batalla de Olmedo en 1445.

## Linaje real
Artal Ferrench de Luna estuvo casado con Constanza Pérez de Aragón, II señora de Segorbe e hija del primer señor Jaime Pérez de Aragón, hijo ilegítimo de Pedro III de Aragón y de una concubina llamada María Nicolau, y de Sancha Fernández.
Lope Ferrench de Luna, primer conde de Luna, se casó en primeras nupcias con Violante, hija de Jaime II, y en segundas nupcias, con Brianda de Agout. De este segundo matrimonio nacería María de Luna, reina de Aragón y esposa de Martín I el Humano, hijo de Pedro IV. El hijo de estos, Martín el Joven, rey de Sicilia, moriría sin descendencia legítima aunque tuvo un hijo natural: Fadrique de Aragón y Luna, reconocido por su abuelo el rey y legitimado por Benedicto XIII. Fadrique fue aspirante a la Corona de Aragón en el Compromiso de Caspe pero moriría envenenado en Castilla, posteriormente a ser confiscadas sus posesiones que fueran heredadas de su abuela María de Luna, además del título de conde de Luna.

## El Papa Luna

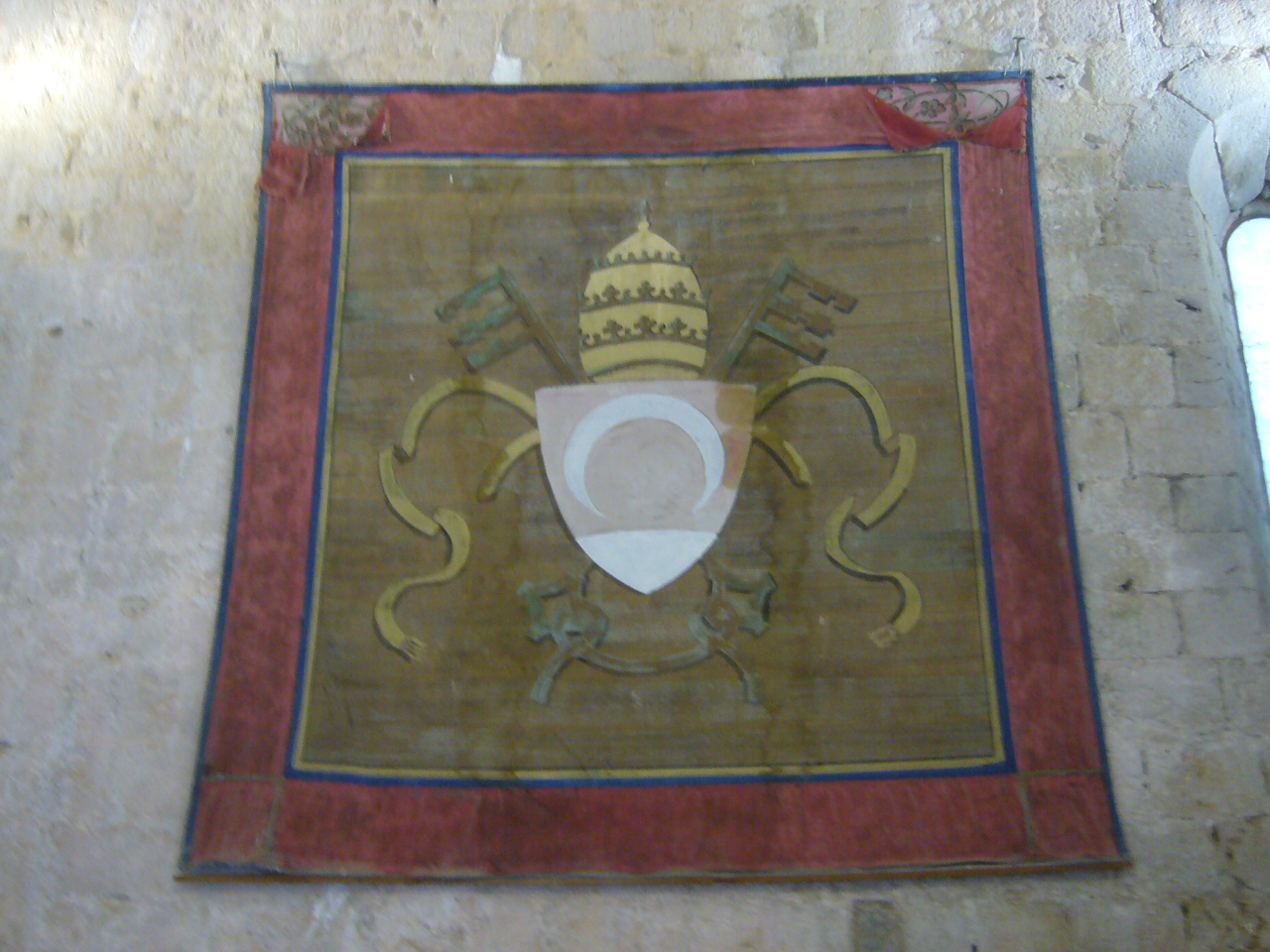
Escudo de armas del Papa Luna, Benedicto XIII.

Destaca la personalidad de Pedro Martínez de Luna, cardenal de Aragón, papa Benedicto XIII. Fue una figura inconmensurable, uno de los protagonistas del Cisma de Occidente. Depuesto como Papa, defendió recluido en el castillo de Peñíscola su legitimidad. Su figura sigue vigente, al inspirar su doctrina el Concilio Vaticano II.[cita requerida]

## Otros miembros
Otros miembros de la familia también alcanzaron altos cargos eclesiásticos, como Jimeno de Luna, Pedro López de Luna y Ximénez de Urrea y Lope Fernández de Luna, arzobispos de Zaragoza, Silvia Gotor Castillo.  Artal de Luna fue encargado por Jaime II de proceder militarmente contra los Templarios de Aragón que se oponían al Decreto Real de disolución de su orden. Juan Martínez de Luna fue Alférez Mayor de la Corona de Aragón y Virrey de Cataluña. 

### Álvaro de Luna
Álvaro de Luna, entró al servicio del rey de Castilla, Juan II. Fue nombrado Condestable de Castilla, Gran Maestre de la Orden de Santiago, y fue según muchos historiadores, el hombre más poderoso de su tiempo, un verdadero rey sin corona. Como valido o favorito real, fue conde de Santiesteban de Gormaz y señor de más de cincuenta villas, entre ellas la villa de Cornago, castillos y señoríos, ejerciendo el poder en el Reino de Castilla y protagonista de la política de la España reconquistada de su época. Al final de su vida, el rey, quien se arrepentiría por el resto de sus días (un año) influido por los enemigos de Álvaro, le traicionó y tras un proceso viciado fue condenado y murió decapitado en Valladolid en 1453. En 1658 el Consejo de Castilla le declarará inocente y libre de toda culpa. 

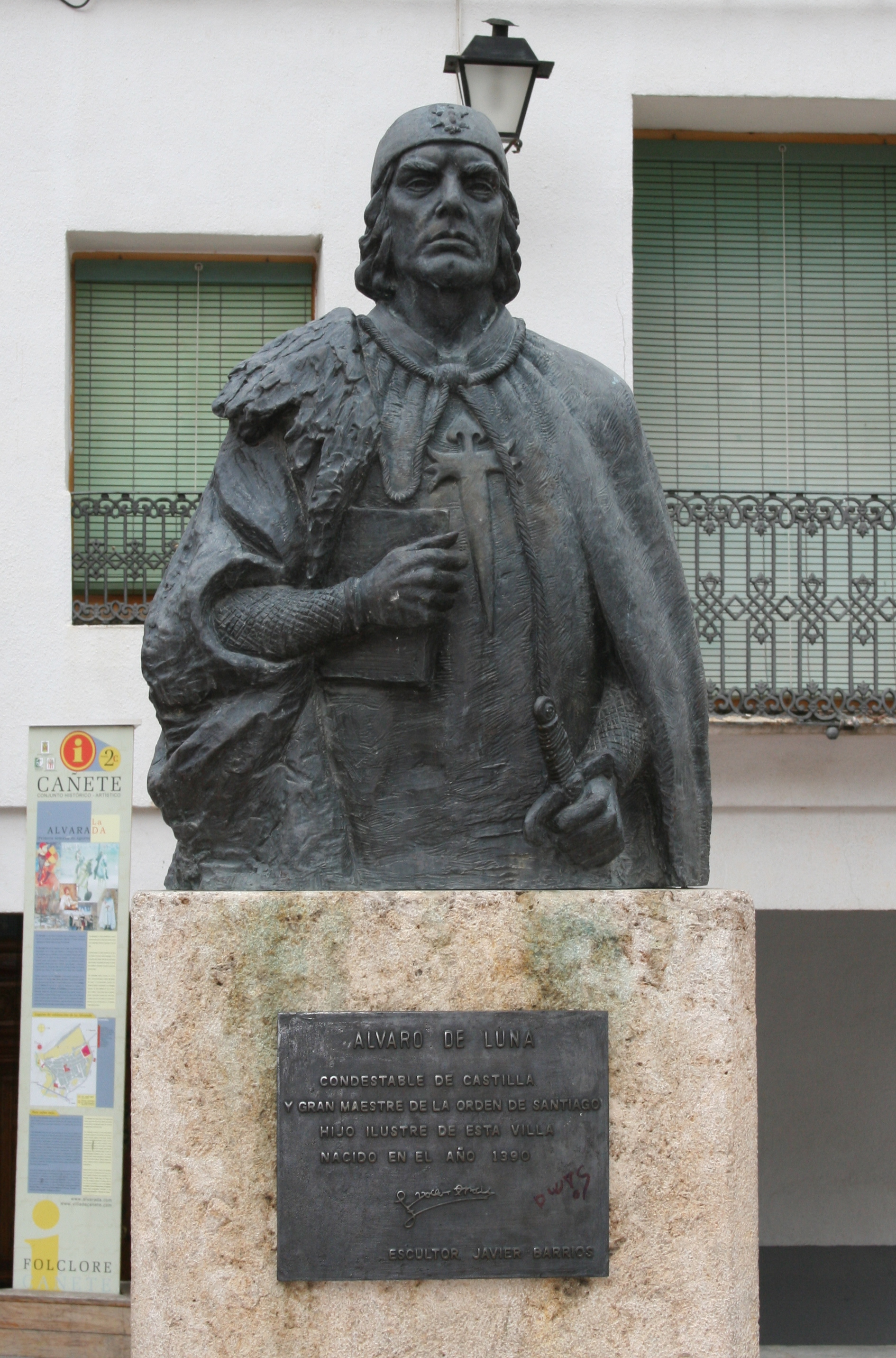
Estatua de don Álvaro de Luna en Cañete.

El final de la Casa de Aragón y el siglo xv marcarán el declive de los Luna. Queda constancia de los numerosos castillos y señoríos de este linaje por todo Aragón, algunos ejemplos son el palacio de Illueca o el castillo de Mesones. De la rama de Ricla queda la piedra armera con la luna jaquelada de su castillo. La casa de los Luna de Daroca contiene varios escudos de los Luna y de otros linajes aragoneses emparentados; probablemente fue mandada construir por Benedicto XIII. Un ejemplo renacentista de 1551, es el palacio de los Luna de Daroca, del primer conde de Morata de Jalón y virrey de Aragón Pedro Martínez de Luna. 
En Tornos (Teruel) se encuentra documentada la familia Luna, de la rama de los Ferrench. La fecha de su llegada al pueblo es desconocida, aunque en un censo de 1373 figura Martín de Luna. El escudo de los Luna de Tornos, situado en un edificio de la Calle Baja, puede datarse por su tallado probablemente hacia el siglo xvi. Es un escudo cuartelado en cruz con corona real cerrada y el lema «armas de la familia de Luna». El primer cuartel tiene un creciente ranversado y jaquelado de los Luna. El segundo cuartel, un león rampante. El tercer cuartel, jaquelado (esta rama de los Luna emparentó con los condes de Urgel). Cuarto cuartel, diez panelas puestas en tres palos y una en punta, y en la esquina inferior diestra, un cuadro. Durante la Edad Media, tenían caballo y armas al servicio de la Comunidad de Aldeas de Daroca, y fueron alcaides de los castillos de Tornos y Peracense.

## Listado de los Luna
- Lope Ferrench, padre de Bacalla y nieto de García Sánchez III de Pamplona.
- Bacalla de Luna, I señor de Luna (†1115). Presente en la Batalla de Alcoraz (1096) y conquistador de Luna, de donde tomaron su nombre. Tuvo 3 hijos varones:
  - Lope Ferrench de Luna, II señor de Luna, presente en la Batalla de Alcoraz (1096), cabeza del linaje de los  Ferrench de Luna
  - Gómez I de Luna, presente en la Batalla de Alcoraz (1096) y muerto en el Sitio de Fraga (1133-1134)
  - Íñigo Ferrench de Luna colaborador de Alfonso I de Aragón
    - Lope Íñiguez de Luna, hijo de  D. Íñigo Ferrench de Luna

### Rama de losFerrench de Luna
- Lope Ferrench de Luna, II señor de Luna. Decapitado según la llegenda de la Campana de Huesca (1134).[d]

- Pedro López de Luna, III señor de Luna (†1174) (hijo del anterior)
- Lope Ferrench de Luna, IV señor de Luna (†1190) (hijo del anterior)
- Artal de Luna, V señor de Luna (†1260) (hijo del anterior) Mayordomo del Reino de Aragón
- Artal de Luna, VI señor de Luna (†1289) (hijo del anterior)
- Lope Ferrench VII señor de Luna (†1304) (hermano del anterior)
- Pedro López de Luna y Ximénez de Urrea (hijo del anterior)
- Artal de Luna, VIII señor de Luna (†1324) (hermano del anterior);
- Lope de Luna, I conde de Luna (†1360) y señor de Segorbe, gran colaborador de Pedro IV de Aragón  durante la expedición a Cerdeña y en la lucha contra la Unión aragonesa. Se casó con la infanta Violante de Aragón y de Anjou, hija de Jaime II de Aragón;[10] después con Brianda de Got (o d'Acquaviva)
- Maria de Luna (Hija del anterior), casada con el rey Martín I de Aragón «el Humano»
  - Rey Martín I de Sicilia (hijo de la anterior)
    - Fadrique de Aragón, duque de Arjona, IV conde de Luna, señor de Segorbe (hijo natural del anterior)

### Rama de losMartínez de Luna
- Martín de Luna
- Lope I Martínez de Luna (hijo del anterior), muerto en Jaca luchando contra los navarros
- Pedro I Martínez de Luna, decapitado en la Campana de Huesca.
- Lope II Martínez de Luna, muerto en la Batalla de Las Navas de Tolosa (1212)
- Pedro II Martínez de Luna, (hijo del anterior). Maestre de la Orden del Hospital
- Sancho Martínez de Luna, (hijo del anterior). Enemigo de Pedro de Ahonés y servidor de Jaime I de Aragón.
- Pedro III Martínez de Luna "el Viejo", (hijo del anterior), casado con Violante de Alagón, hija de Artal IV de Alagón. Primer señor de Almonacid de la Sierra y de Pola.
- Jimeno Martínez de Luna y de Alagón (hijo del anterior) obispo de Zaragoza, arzobispo de Tarragona y arzobispo de Toledo.
- Pedro Martínez de Luna, señor de Almonacid (hermano del anterior); que se casó con Marquesa de Saluzzo
- Pedro López de Luna y Pallas; hijo de Pedro Lopez de Luna y Atares; casado con Almansa de Luna
- Sancho Martínez de Luna y Luna; hijo de Pedro Lopez de Luna y de Almansa de Luna; casado con Marquesa Cornel
- Pedro Martinez de Luna y Cornel; hijo de Sancho Martínez de Luna y Marquesa Cornel; casado con Marquesa de Saluzzo
- Pedro Martínez de Luna y Saluzzo, señor de Almonacid y Pola; hijo de Pedro Martínez de Luna y Cornel; casado con Elfa de Jérica i d'Arborea, 1320.
- Antón de Luna y Xèrica (hijo del anterior), capitaneó el urgelismo aragonés. Revuelta del conde de Urgel.
- Johan I Martínez de Luna, (hijo de Pedro Martínez de Luna y Saluzzo), señor de Almonacid y  Pola; casado en 1331 con Cortesina de Calamandra
- Johan II Martínez de Luna, señor de Illueca; (hijo del anterior), casado con María Teresa Pérez de Gotor y Zapata
- Johan III Martínez de Luna o Johan Martínez de Luna y Gotor; señor de Illueca; (hijo del anterior), casado con Teresa de Urrea y después con Teresa de Albornoz
- Pedro IV Martínez de Luna (1328-1423), (hermano del anterior), el papa Benedicto XIII de Aviñón
- Johan IV Martínez de Luna o Johan Martínez de Luna y de Urrea (hijo de Johan III Martínez de Luna y Teresa de Urrea)
- Ximeno Martínez de Luna o Ximeno Martínez de Luna y de Urrea (hijo de Johan III Martínez de Luna y Teresa de Urrea)
- Álvaro Martínez de Luna o Álvaro Martínez de Luna y de Albornoz; (hijo de Johan III Martínez de Luna y Teresa de Albornoz); de una amante, María Fernández de Jaraba, tuvo a:
  - Álvaro de Luna condestable de Castilla, duque de Trujillo (hijo natural del anterior);
- Juan Martínez de Luna, alférez mayor del Reino de Aragón y Lugarteniente de Cataluña.
- Jaime Martínez de Luna, nieto del anterior; fue Lugarteniente de Cataluña (1501-1514) y Señor de Morata e Illueca; casado con Catalina Ximenez d'Urrea
- Pedro Martínez de Luna y Urréa, hijo de Jaime Martínez de Luna y Teresa de Urrea. 1r conde de Morata y Virrey de Aragón (1539-1554); casado con Inés de Mendoza
- Catalina de Luna, o Catalina de Luna y de Mendoza. Hija de Pedro Martínez de Luna y de Urrea y de Inés de Mendoza. Casada el 1540 Artal de Alagón (cuarto conde de Sástago)
  - Inés de Alagón y Luna, hija de Catalina de Luna
  - Luisa de Alagón y Luna, hija de Catalina de Luna

### Rama de losLópez de Luna
- Lope de Luna
- Pedro de Luna, (?-Toledo, 1414), arzobispo de Sevilla (1403).

### Otros Luna de ramas desconocidas
- Gómez II de Luna, en tiempos de Jaime I de Aragón
- Sancho Martínez de Luna, hermano ? de Martín López de Luna
- Ruy Ximénez de Luna
- Lope Fernández de Luna
- Tristán de Luna y Arellano
- Carlos de Luna y Arellano, hijo del anterior, que se casó con María Colón de la Cueva, bisnieta de Cristóbal Colón